# Národní centrála proti terorismu, extremismu a kybernetické kriminalitě
Národní centrála proti terorismu, extremismu a kybernetické kriminalitě služby kriminální policie a vyšetřování (zkráceně NCTEKK SKPV) je specializovaný výkonný útvar Policie České republiky s celostátní působností. Oficiálním určením útvaru má být dle Policie ČR: „čelit výzvám spojených s terorismem, a extremismem a nejzávažnějšími formami kybernetické kriminality, zejména s útoky na kritickou informační infrastrukturu.“
Celostátní útvar NCTEKK vznikl 1. ledna 2023 vyčleněním dosavadních sekcí terorismu, extremismu a kybernetické kriminality z Národní centrály proti organizovanému zločinu SKPV (NCOZ). V době vytvoření měl tento útvar téměř 170 tabulkových míst pro policisty a občanské zaměstnance. Prvním ředitelem útvaru byl jmenován plk. JUDr. Břetislav Brejcha.
Podle serveru Novinky.cz se útvar v roce 2023 potýkal s fluktuací pracovníků.

## Struktura
- Kancelář ředitele
- Odbor analytiky a informací
- Náměstek ředitele pro terorismus a extremismus
  - Odbor terorismu a extremismu
  - Odbor zbraní a nebezpečných materiálů
- Náměstek ředitele pro kybernetickou kriminalitu
  - Odbor kybernetické kriminality[8]